# Storia dell'apicoltura
La storia dell'apicoltura inizia con le prime attività umane ed arriva ai giorni nostri.

## Preistoria

Raccolta del miele nella pittura rupestre di Valencia

L'uomo utilizza il miele forse da 12.000 anni. Che l'uomo praticasse la raccolta del miele in epoca preistorica è attestato dalla pittura rupestre di epoca neolitica della «cueva de la Araña» (la grotta del ragno) che si trova presso Valencia, in Spagna. Nella pittura, risalente a circa il 5000 a.C., si vede una persona appesa a delle liane che, circondata da api in volo, infila una mano in un tronco d'albero alla ricerca del favo pieno di miele, mentre con l'altra mano regge il paniere in cui deporrà il raccolto.
Un'altra interessante testimonianza che, pur essendo cronologicamente molto più recente, risale anch'essa a una cultura preistorica è data da un graffito di Matobo Hills, nello Zimbabwe. Vi è mostrato un uomo che affumica un nido di api per prelevarne il miele. La pittura rupestre, che risale forse all'inizio della nostra era, potrebbe essere la più antica documentazione dell'uso del fumo nel trattare le api.

## Culture pre-classiche
Non sappiamo a quando risale la vera e propria apicoltura, ossia l'allevamento delle api, ma certamente era un'attività normale in Egitto durante l'Antico Regno. Scene di raccolta e conservazione del miele sono raffigurate infatti in un bassorilievo del tempio solare del sovrano della V dinastia Niuserra ad Abu Gurab, risalente a circa il 2400 a.C., nel quale appare anche la prima rappresentazione nota di un alveare.
L'importanza dell'apicultura nella cultura egiziana è testimoniata anche dal fatto che il simbolo del Basso Egitto era appunto l'ape e il faraone era detto "Colui (che regna) sul giunco e sull'ape", per intendere che era re sia dell'Alto che del Basso Egitto.
Le raffigurazioni di api eseguite a Creta, delle quali un esempio è nell'illustrazione,testimoniano come anche in quella civiltà esse rivestissero un ruolo importante.

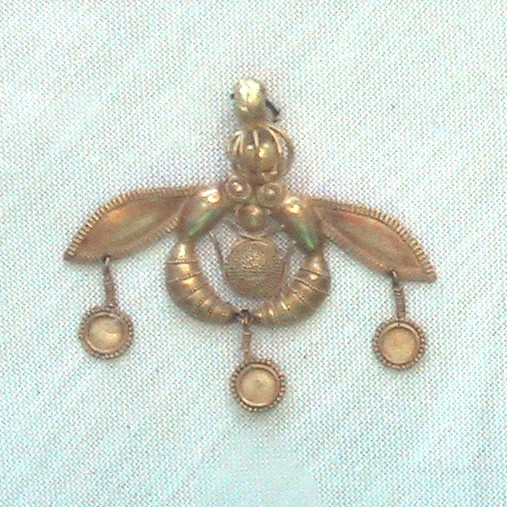
Api in un gioiello di Malia (Creta, circa 1600 a.C.)
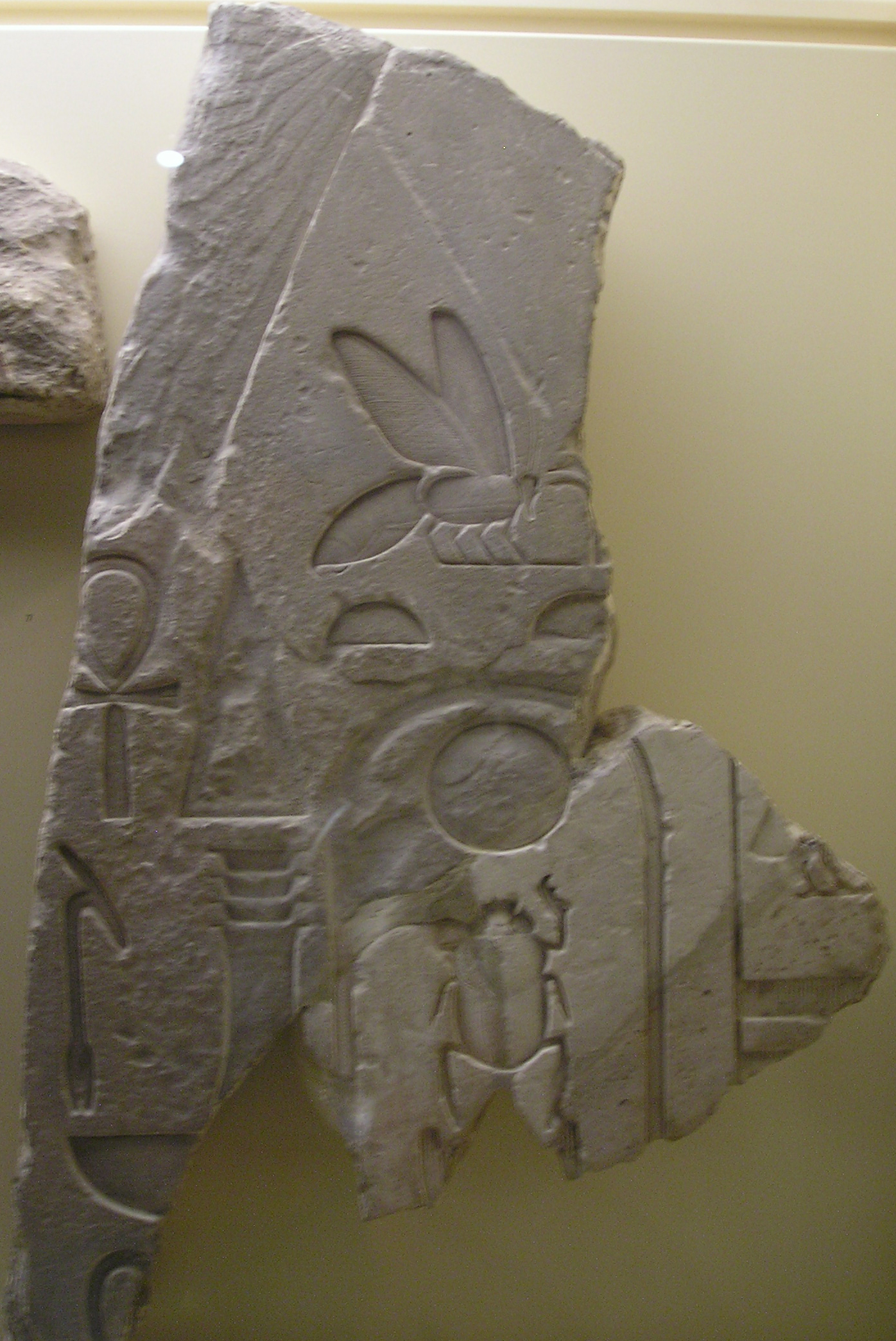
Ape in un rilievo egiziano

## Prime tecniche usate
Il primo apiario nacque certamente raccogliendo un tronco cavo contenente uno sciame.
Più tardi, man mano che si padroneggiarono le tecniche di "accasamento" delle api, comparvero i primi alveari artificiali, fatti certamente di tronchi cavi o di scorza di sughero.
Nella storia dell'apicoltura, particolare importanza riveste l'arnia in cesta di paglia o di vimini, che veniva impermeabilizzata con una copertura in creta o in creta e sterco. In questo caso si richiama l'attenzione sull'uso greco di porre i cesti rovesciati verso l'alto con una serie di legnetti ed una copertura di pietra o di corteccia. In tale caso i favi venivano spesso costruiti dalle api appesi ai legni mobili posti superiormente e la sfasatura delle pareti, analoga a quella naturale dei favi, non provocava la saldatura alle pareti tipica altrimenti di questi “bugni villici”: erano le antesignane delle arnie moderne a favi mobili.
Si afferma poi sicuramente un tipo di arnia o “bugno villico”, costituito da quattro assi poste a formare un parallelepipedo vagamente piramidale con un imbocco leggermente più piccolo rispetto alla parte terminale. Quest'ultima veniva chiusa da uno sportellino rimovibile. L'origine di tali ricoveri per le api si perde nei secoli e il loro utilizzo, in maniera quasi immutata, è continuato fino a qualche decina di anni fa. 

## L'apicultura greca e romana
Anche nell'antichità classica, che non conosceva dolcificanti alternativi al miele e usava la cera a molti scopi, l'apicultura era un'attività di grande rilevanza economica.
L'importanza rivestita dall'apicultura nella cultura greca già in epoca arcaica è testimoniata dal culto di Aristeo, che si riteneva avesse insegnato agli uomini l'apicultura insieme alla pastorizia e alla produzione del formaggio.
Dal punto di vista scientifico le migliori trattazioni greche che ci sono rimaste sulle api sono quelle di Aristotele. Sappiamo però che in epoca ellenistica era fiorita una vasta letteratura sull'argomento, tutta perduta, sia poetica che in prosa. Al primo genere appartenevano poemi didattici sull'apicultura, come i Μελισσουργικά scritti da Nicandro di Colofone; sappiamo da Plinio il Vecchio dei trattati sulle api scritti da Filisco di Taso e Aristomaco di Soli, che avrebbe dedicato cinquantotto anni allo studio di questi insetti.
Le opere ellenistiche furono certamente le fonti degli scritti latini sulle api e l'apicultura di Varrone, Virgilio, Columella, Plinio e Palladio come anche della trattazione dell'argomento inclusa nei Geoponica bizantini.
Un interessante esempio dell'interesse per le api mostrato dagli scienziati appare nell'opera matematica di Pappo di Alessandria, che introduce la sua trattazione dei problemi isoperimetrici  con una lunga digressione sulla forma esagonale delle celle delle api. L'osservazione di Pappo che tale forma risolve un problema di minimo (rispetto ad altre possibili pavimentazioni del piano quella esagonale ha infatti il massimo rapporto area/perimetro per ogni cella) sarà alla ripresa molte volte nei secoli successivi.

## Medioevo

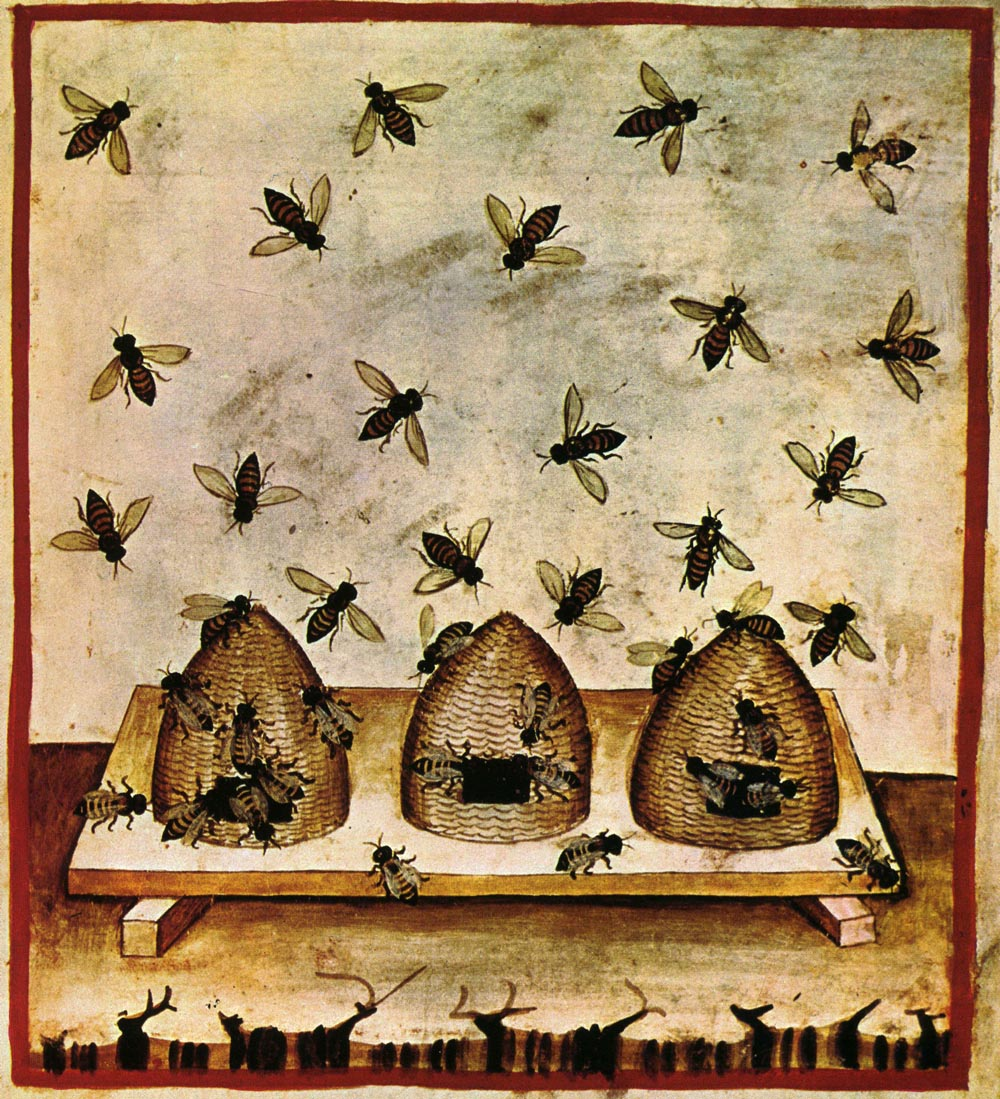
Tacuinum sanitatis, Lombardia, tardo XIV secolo, (Biblioteca Casanatense, Roma)

Nell'Europa medievale l'apicultura continuò ad essere praticata senza soluzione di continuità; particolare cura fu dedicata a quest'attività da parte di vari ordini monastici, anche per la necessità di procurarsi la cera indispensabile per le candele e i ceri usati anche nelle chiese.
Nel basso medioevo riappaiono anche trattazioni teoriche sull'argomento, come quella inclusa nell'opera di agronomia di Pietro de' Crescenzi.

## Rinascimento e prima età moderna
Nel XVIII secolo l'apicoltura fece un passo importante con lo sloveno Anton Janša (1734-1773), che fu pioniere dell'apicoltura moderna:la sua figura resta molto nota ancora oggi: il 20 maggio di ogni anno, si celebra, in onore alla sua data di nascita, la Giornata mondiale delle api.

## XIX e XX secolo
Nel 1800, in tutto il mondo, il settore apistico registra un fermento nuovo. L'arnia in paglia con favi mobili di tipo greco aveva ispirato nel corso dei secoli alcuni sviluppi verso l'arnia razionale, ma si erano tutti arenati. Nel 1851 Langstroth fa proprie alcune esperienze precedenti e inventa il favo mobile, che apre la strada a numerose invenzioni, molte delle quali abortiscono o non vengono raccolte. Da alcune di queste, tuttavia, si determina in pochi anni un'autentica rivoluzione, che porta all'arnia moderna.
A differenza dell'arnia di antica concezione, la nuova struttura è costituita da un modulo base contenente favi mobili e un sistema modulare di melari, contenenti favetti, sempre mobili, per il periodo di raccolto. Seguono nel 1857 sono i fogli cerei, e nel 1865 lo smielatore centrifugo, che suggellano la nascita della moderna apicoltura. Ci vorrà quasi un secolo però per soppiantare completamente i bugni villici e l'apicoltura di tipo più tradizionale.